# Vegard Martinsen
Vegard Martinsen, född 1955, är en norsk politiker som 2003–2017 var partiledare för Det Liberale Folkepartiet i Norge. Han har tidigare också varit ordförande för Foreningen for Studium av Objektivismen, en objektivistisk förening.

## Bakgrund
Martinsen har studerat filosofi, matematik och fysik vid Universitetet i Oslo och tog kandidatexamen år 1981. Under perioden 1989–1993 var han vice representant vid Stortinget för Fremskrittspartiet.

## Utgiven litteratur
Martinsen har skrivit ett stort antal essäer, artiklar och inlägg som har publicerats i bland annat Aftenposten, Morgenbladet, Dagbladet, Verdens Gang, Dagsavisen, Humanist, Teknisk ukeblad, Tidsskriftet LIBERAL och AerA.
Han har skrivit flera böcker:
- Filosofi: en innføring (1991)
- Fornuft, egoisme, kapitalisme: essays om Ayn Rand (2003)
- Frihet, likhet, brorskap: kapitalismen i teori og prakis (2004)
- Forteljingas pedagogikk: Folkedikting før og no (sammen med Johan Einar Bjerkem og Lis. K. Andersen, Gyldendal 2004)